# 烏拉圭國家電視台
烏拉圭國家電視台（西班牙語：Televisión Nacional Uruguay / TNU），是烏拉圭的國家電視台，於1963年6月19日成立，總台設在首都蒙得维的亚，由烏拉圭教育文化部（Ministerio de Educación y Cultura de Uruguay）管理。

## 外部連結
- 官方網站 （页面存档备份，存于）（西班牙文）